# V2V
V2V, abbreviazione di Vehicle To Vehicle, è una tecnologia sviluppata dalla General Motors per le automobili che permette di scambiare informazioni tra veicoli diversi.

## Struttura e funzionamento
Il sistema si avvale di un microprocessore, ricevitore GPS e un modulo Wireless LAN; in modo rapido e gratuito nel raggio di un centinaio di metri le automobili sono in grado di stabilire potenziali pericoli di scontro con altri veicoli.
Il guidatore è avvisato con appositi allarmi sia acustici che visivi e se necessario si avvia automaticamente una frenata di emergenza. Vengono utilizzati componenti a basso costo e ben collaudati per rendere il sistema stabile e alla portata di tutti ma soprattutto per permettere a veicoli non nativi di tale tecnologia di installarla successivamente.

## L'opinione del produttore
Secondo dichiarazioni di General Motors, il V2V sarebbe tanto più efficace quanti più veicoli lo utilizzassero, mentre il futuro della sicurezza stradale risiederebbe in questa tecnologia e in uno sviluppo di serie che la portasse ad una diffusione come quella di altri sistemi di sicurezza per gli autoveicoli, dall'ABS all'ESP.